# 아니에르의 센강
아니에르의 센강(프랑스어: La Seine à Asnières)은 프랑스의 인상파 화가 클로드 모네가 1873년에 그린 유화 그림으로, 현재 러시아 상트페테르부르크의 에르미타시 박물관에 소장되어 있다.

## 상세
〈인상, 해돋이〉를 완성한 뒤 몇 달 후에 그린 그림으로, 파리 북서쪽 아니에르의 센강변에 페니슈 (Péniche)라 부르는 납작한 선박들이 정박해 있는 늦은 오후 풍경을 그려냈다. 아니에르 마을은 당시 생라자르역을 통해 파리와 철도로 연결되었고, 노동자와 중하위 계층 주민들이 사암이나 벽돌로 집을 짓기 시작하면서 산업화가 이루어지고 있었다. 그림 속에는 반대편 강둑에 나무 정원이 있는 주택도 보인다. 모네는 센강 북쪽에 있는 또 다른 마을인 아르장퇴유에 살고 있었으며, 친구들과 함께 이곳 풍경을 그림으로 담게 되었다.
이 작품은 독일 함부르크의 사업가 에두아르트 로렌츠 로렌츠마이어 (Eduard Lorenz Lorenz-Meyer, 1856년~1926년)의 아내 알리스 마이어 (Alice Meyer, 1866년~1949년)이 소유하고 있었으나, 제2차 세계대전 이후 배상금의 성격으로 소련군이 노획하여 소련으로 이전되었다. 한동안 수장고에 두고 있었으나 1995년 전시회를 계기로 대중에 공개되었다.

## 같이 보기
- 클로드 모네의 작품 목록